# نیکه‌فوروس سوم
نیکه‌فوروس سوم با عنوان کامل نیکه‌فوروس سوم بوتانیاتس(به یونانی: Νικηφόρος Βοτανειάτης) (به انگلیسی: Nikephoros III Botaneiates) (زادهٔ ۱۰۰۱ — درگذشتهٔ ۱۰۸۱) امپراتور روم شرقی (بیزانس) از ۱۰۷۸ تا ۱۰۸۱ بود. حمایت‌خواهی او از ترک‌ها برای رسیدن به تاج و تخت امپراتوری بیزانس و نگاه‌داشتن آن موجب تنگ‌تر شدن سیطرهٔ سلجوقیان بر آناتولی گردید.

## زندگینامه
نیکه‌فوروس بوتانیاتس از اشراف‌زادگان نظامی آسیای صغیر و وابسته به خانوادهٔ قدرتمند فوکاس بود که به فرماندهی ناحیهٔ نظامی آناتولی رسید. هنگامی که نارضایتی‌های مردمی به شورش اهالی قسطنطنیه علیه میخائیل هفتم دوکاس، امپراتور وقت بیزانس منجر شد حامیان نیکه‌فوروس در آناتولی او را در ۷ ژانویه ۱۰۷۸ امپراتور خطاب نمودند. پس از آن حمایت نسبی سلیمان، فرمانروای سلجوق آناتولی سبب شد تا سپاهیان نیکه‌فوروس در نیکائه‌آ (در شمال‌غربی آناتولی) نیز او را امپراتور بنامند.
نیکه‌فوروس سه ماه پس از ادعایش بر تاج و تخت امپراتوری بیزانس وارد قسطنطنیه شد و نجبا و روحانیونی که پیشتر میخائیل هفتم را از قدرت برکنار کرده بودند او را به عنوان امپراتور جدید به رسمیت شناختند. بدین ترتیب نیکه‌فوروس.در همان سال با عنوان نیکه‌فوروس سوم به عنوان امپراتور جدید بیزانس تاج‌گذاری کرد.
نیکه‌فوروس سوم سپس رقیب خود نیکه‌فوروس براینیوس، فرماندهٔ امپراتوری در آلبانی که او نیز مدعی تخت پادشاهی شده بود را شکست داد و پس از او بر مدعی جدید دیگری باز هم در آلبانی به‌نام نیکه‌فوروس باسیلاکیوس پیروز شد.
چندی بعد همسر نیکه‌فوروس درگذشت و او با ماریای آلانیا، همسر امپراتور برکنارشده میخائیل هفتم ازدواج نمود و پسر او کنستانتین را جانشین خود ساخت. اما بعدتر تصمیم به جایگزینی یکی از خواهرزادگان یا برادرزادگان خودش به جای کنستانتین گرفت. او سپس با تنزل مقام نامزد کنستانتین او را به یک صومعه فرستاد و همین موضوع بهانه‌ای شد برای پدر دختر رابرت گیسکارد، از فرماندهان نورمان تا علیه روم شرقی دست به حملاتی پیروزمندانه بزند.
در ۱۰۸۰ دوباره فرد دیگری با نام نیکه‌فوروس ملیسنوس . این بار در آسیای صغیر مدعی امپراتوری شد که او نیز دست یاری‌خواهی به سوی ترکان دراز کرده بود. در نتیجهٔ چنین درگیری‌های مداوم داخلی و تکیهٔ هر یک از طرفین بر کمک ترک‌ها سرانجام بیشتر نواحی آسیای صغیر به دست ترکان سلجوقی افتاد و ضمیمهٔ سلطان‌نشین روم در مرکز ایکونیوم (قونیهٔ امروزی در ترکیه) شد.
نیکه‌فوروس سوم که می‌دید دیگر نه می‌تواند امپراتوری را از فروپاشی نجات دهد و نه توان حفظ موقعیت خود به‌عنوان فرمانروا را دارد، در ۴ آوریل ۱۰۸۱ از قدرت کناره‌گیری نمود و به صومعهٔ پریبلپتوس در قسطنطنیه پیوست و در همان سال نیز درگذشت. پس از او آلکسیوس یکم کومننوس به عنوان فرمانروای جدید بر تخت امپراتوری بیزانس نشست.